# Pilodeudorix ugandae
Pilodeudorix ugandae är en fjärilsart som beskrevs av Henry Stempffer 1946. Pilodeudorix ugandae ingår i släktet Pilodeudorix och familjen juvelvingar. Inga underarter finns listade i Catalogue of Life.